# مذهب الاستكشاف

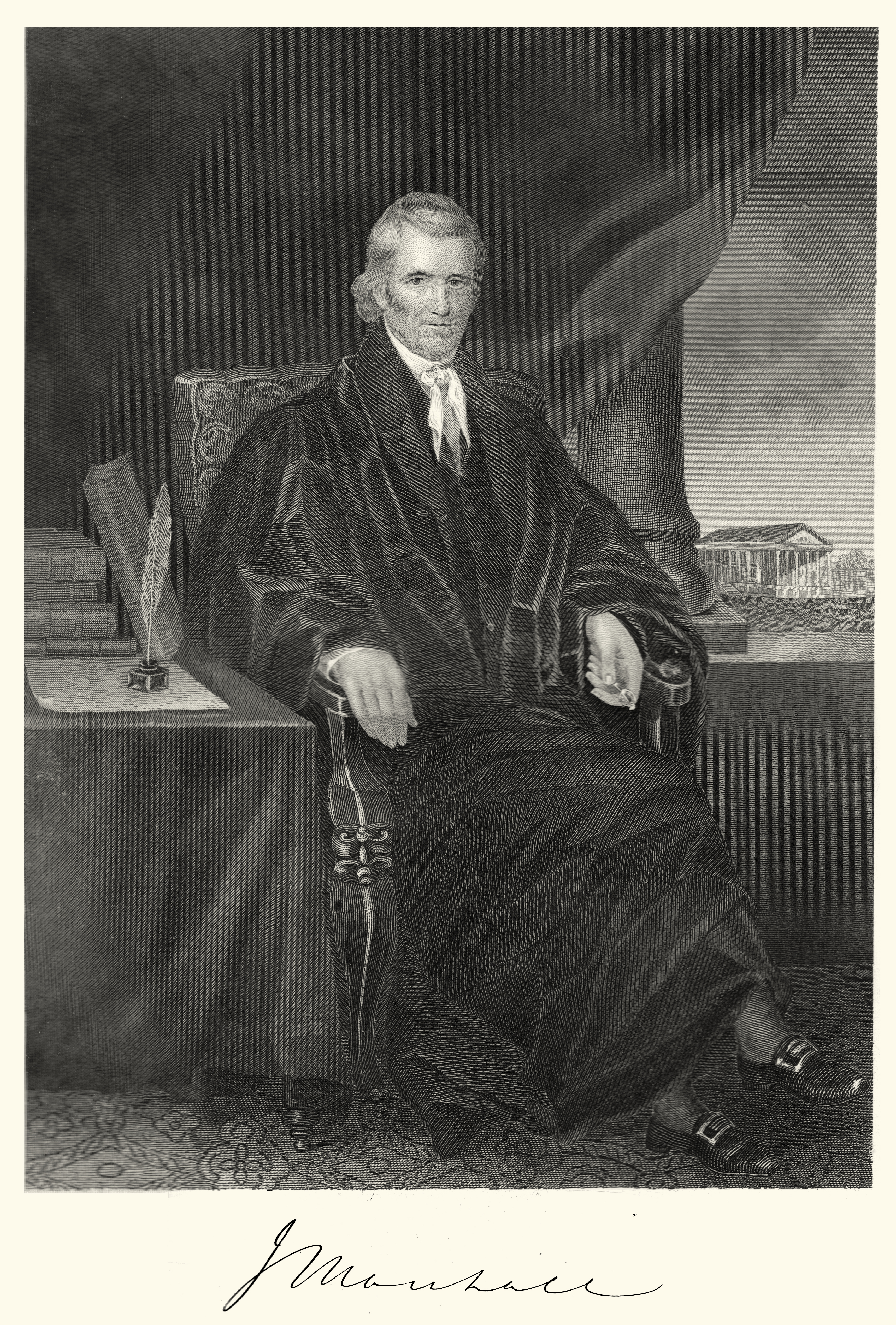

إن مذهب الاستكشاف هو أحد مفاهيم القانون الدولي العام الذي فسرته المحكمة العليا للولايات المتحدة في مجموعة من القرارات، وكان أبرزها جونسون ضد مانتوش في عام 1823. وقد برر جون مارشال رئيس القضاة طريقة الاستعمار في المطالبة بالأراضي التابعة للدول الأصلية ذات السيادة خلال عصر الاستكشاف. وبموجبه فإن المطالبة بملكية الأرض تقع على عاتق الحكومة التي أخضعت الأراضي المستكشفة والمحتلة ، والتي لم يخضع سكانها للمملكة الأوروبية المسيحية. وقد تم استخدام المذهب بشكل رئيسي لدعم بطلان القرارات أو تجاهل امتلاك السكان الأصليين للأراضي لصالح الحكومات الاستعمارية وما بعد الكولونيالية.
كانت قضية عام 1823 نتيجة دعاوى التواطؤ حيث عمل المضاربون في الأراضي معًا من أجل المطالبة بتحقيق النتيجة المرجوة. وقد فسر جون مارشال قرار المحكمة. وكان من المفترض أن تكون الخصائص الأقل شأنًا في الثقافات الأصلية هي السبب في استخدام المذهب.

## التاريخ الاستعماري
تُعزى أصول هذا المذهب إلى إصدار البابا نيقولا الخامس]] [[للمرسوم البابوي رومانوس بونتيفيكس (أي: من أسقف روما) في عام 1455. ويتيح هذا المرسوم للبرتغال احتلال الأراضي الواقعة في غرب إفريقيا واستعمارها. وأعطى البابا إسكندر السادس لإسبانيا الحق في غزو الأراضي التي تم اكتشافها حديثًا في عام 1493، بالمرسوم البابوي إنتر كايتيرا (أي: من بين [أعمال] أخرى)، وهذا بعد قيام كريستوفر كولومبوس بذلك بالفعل. وقد أدت الخلافات فيما بين البرتغال وإسبانيا إلى عقد معاهدة توردسيلاس التي أوضحت أن الأراضي غير المسيحية فقط هي التي يمكن الاستيلاء عليها، كما رسمت خط الحدود من أجل تخصيص الاستكشافات المحتملة بين الدولتين الاستعماريتين.

## قانون الولايات المتحدة
وفقًا لقرار المحكمة العليا للولايات المتحدة في قضية جونسون ضد مانتوش، فإن نظرية التوسع المسيحي هذه وحيازة الأراضي المستكشفة حديثًا، بالرغم من وجود السكان الأصليين، قد عملت بها جميع الدول الاستعمارية. وقد ارتأى واضع القرار جون مارشال رئيس القضاة أن المملكة المتحدة قد حصلت على الحق الشرعي في الأراضي التي تشكل الولايات المتحدة عندما اكتشفها البريطانيون. وأشار مارشال إلى مواثيق الاستكشاف التي مُنحت إلى جون كابوت كدليل على أن البريطانيين قد ساروا وفقًا لهذا المذهب. كانت القبائل التي تشغل هذه الأراضي، في وقت الاستكشاف، لم تعد ذات سيادة تامة وبدون حقوق ملكية ولكن بالأحرى لها حق الإشغال بالكاد. وعلاوة على ذلك، يمكن فقط للدولة المستكشفة أو خليفتها الاستيلاء على الأراضي من السكان الأصليين بواسطة الغزو أو الشراء. ولا يستطيع السكان الأصليون بيع الأراضي للأفراد ولكن يمكنهم بيعها فقط للحكومة التي قامت بالاستكشاف.[بحاجة لمصدر]
لقد تم استخدام هذا المذهب في العديد من القضايا الأخرى كذلك. ففي قضية أمة الشيروكي ضد جورجيا تم تأييد مفهوم أن القبائل لم تكن دولاً مستقلة ولكنها «أمم محلية تابعة». والقرارات المتعلقة بقضية أوليفانت ضد قبيلة سوكواميش الهندية وقضية دورو ضد ريانا استخدمت هذا المذهب من أجل منع القبائل من الملاحقة القضائية لغير الهنود أولاً ثم الهنود الذين ليسوا أعضاءً في قبيلة الادعاء.

## وصلات خارجية
- Five Hundred Years of Injustice: The Legacy of Fifteenth Century Religious Prejudice, by Steve Newcomb